# Vietteilus vigens
Vietteilus vigens là một loài bướm đêm thuộc họ Pterophoridae. Loài này có ở La Réunion và Nam Phi.